# 藤田美津夫
藤田 美津夫（ふじた みつお、1951年 - ）は、日本の弁護士。札幌弁護士会会長や、北海道弁護士会連合会理事長、日本弁護士連合会副会長等を務めた。

## 人物・経歴
北海道釧路市出身。1976年北海道大学法学部卒業。司法修習30期を経て、1978年弁護士登録。1982年藤田法律事務所設立。労働事件や行政事件を扱い、1998年には北海タイムスの破産管財人を務めた。
国土交通省北海道開発局コンプライアンス第三者委員、札幌家庭裁判所調停委員、札幌学院大学非常勤講師等を歴任。2004年札幌弁護士会会長。2005年北海道弁護士会連合会理事長。2007年日本弁護士連合会副会長。2021年旭日中綬章受章。